# 당곡고등학교
당곡고등학교(堂谷高等學校)는 대한민국 서울특별시 관악구 봉천동에 위치한 공립 고등학교이다.

## 학교 연혁
- 1983년 12월 26일 : 관악구 봉천동 682번지에 당곡고등학교 설립인가(36학급)
- 1984년 5월 1일 : 개교기념일 설정
- 1984년 10월 17일 : 남녀공학 인가(남 6, 여 7)
- 1987년 2월 13일 : 제1회 졸업생 배출(12학급 706명)
- 1997년 11월 20일 : 체육관(강당) 준공
- 2002년 3월 30일 : 종합 정보관 준공
- 2009년 11월 10일 : 자율형 공립고 지정(지정기간 2010.3.1 ~ 2015.2.28)
- 2021년 3월 1일 : 제13대 김세엽 교장 취임
- 2023년 2월 9일 : 제37회 졸업생 배출(9학급 238명) 졸업생 누계 18,553명
- 2023년 3월 2일 : 제40회 입학생 (9학급 267명)

## 참고 자료
- 당곡고등학교 - 한국교육학술정보원 학교알리미